# Karl Marija Kertbenj
Karl Marija Kertbenj (мађ. Károly Mária Kertbeny), rođen kao Karl Marija Benkert (Beč, 28. februar 1824 — Budimpešta, 23. januar 1882), bio je mađarski novinar, memoarista i borac za ljudska prava. Najpoznatiji je po tome što je skovao termine homoseksualac  i heteroseksualac.
Porodica Benkert preselila se u Budimpeštu još dok je bio dete, a vreme je podjednako provodio u Austriji, Nemačkoj i Mađarskoj. Mađarski pisac i književni istoričar Lajoš Hatvanj opisao ga je na sledeći način: „Ovaj mudar, uzbudljiv, nesavršeni pisac je jedan od najboljih i nezasluženo zaboravljenih mađarskih pisaca memoara." Prevodio je mađarske pesnike i pisce na nemački, npr. Šandora Petefija, Janoša Aranju i Mora Jokaija. Među njegovim poznanicima bili su Hajnrih Hajne, Žorž Sand, Alfred de Muse, Hans Kristijan Andersen i braća Grim.

## Biografija
Kao mladić, dok je radio kao šegrt u knjižari, Benkert je imao bliskog prijatelja koji je bio gej. Ovaj mladi čovek je izvršio samoubistvo nakon što je bio ucenjivan. Benkert se kasnije prisetio da ga je upravo ova tragična epizoda dovela u situaciju da se bliže zainteresuje za temu homoseksualnosti.
Nakon služenja vojske u Mađarskoj, Benkert je živeo kao novinar i putopisac, a napisao je najmanje dvadeset pet knjiga o različitim temama. Godine 1847. zakonski je promenio ime iz Benkert u Karl Marija Kertbenj (mađarsko ime koje asocira na aristokratiju). Nastanio se u Berlinu 1868. godine, još uvek neoženjen u 44. godini života. U svojim spisima tvrdio je da je 'normalne orijentacije'. Međutim, u njegovim dnevnicima prisutna je samocenzura u delovima koji opisuju susrete s drugim muškarcima ('mladi berberin', 'jako sam zaljubljen u tog dečka', 'uradio sam to'), kao i strah nakon hapšenja Karla Hajnriha Ulrihsa s kojim se dopisivao ('Grozni dani! Užasne noćne more. Spalio sam sva opasna pisma'), koji ukazuju na to da je potajno bio homoseksualac.
Počeo je obimno da piše na temu homoseksualnosti, motivisan, kako je navodio, 'antropološkim interesom' u kombinaciji sa osećajem pravde i brigom za ljudska prava. Godine 1869. anonimno objavljuje pamflet pod nazivom Paragraf 143 pruskog krivičnog zakona od 14. aprila 1851. godine i njegovu reafirmaciju u Paragraf 152 u predlogu krivičnog zakona za Severnonemačku konfederaciju. 
Uskoro je usledio i drugi pamflet o istoj temi. U svom pamfletu Kertbenj tvrdi da pruski zakon o sodomiji, Paragraf 143 (koji je kasnije postao Paragraf 175 krivičnog zakona Nemačkog carstva), krši ljudska prava. Podržavao je klasičnu liberalnu tezu da dobrovoljni seksualni odnosi u privatnom životu ne bi trebalo da podležu krivičnom pravu. Prisećajući se svog mladog prijatelja, snažno je osporavao pruski zakon jer je smatrao da dozvoljava ucenjivačima da izvlače novac od homoseksualaca, što je za posledicu često imalo samoubistvo.
Kertbenj je izneo stav da je homoseksualnost urođena i nepromenjiva, argument koji će kasnije biti nazvan 'medicinski model homoseksualnosti'. Ovo je bilo protivno do tada dominantnom stavu da su muškarci vršili sodomiju isključivo zbog nemoralnosti. Homoseksualci, isticao je Kertbenj, nisu po prirodi feminizirani, i naveo da su mnogi veliki heroji iz prošlosti bili gej. 
Tokom 1869. godine, Kertbenj je na nemačkom objavio termine homoseksualac i heteroseksualac. Prvi put ih je koristio u privatnim prepiskama 8. maja 1868. kao deo sistema za klasifikaciju seksualnosti i zamenu za pežorativne pojmove 'sodomit' i 'pederast', koji su korišćeni u nemačkom i francuskom govornom području tog vremena. Odnos između muškarca i žene opisivao je terminom 'heteroseksualnost', masturbatori su bili 'monoseksualci', a one koji su praktikovali analni seks nazivao je 'pigisti'.
Nakon što je objavio svoja dva važna pamfleta Kertbenj je nestao sa scene. Godine 1880. napisao je poglavlje o homoseksualnosti u knjizi Pronalazak duše Gustava Jegera, ali je Jegerov izdavač odlučio da je previše kontroverzno, te ga je isključio iz knjige (međutim, Jeger je koristio Kertbenjevu terminologiju na drugim mestima u knjizi).
Nemački psihijatar Rihard fon Kraft-Ebing, u svojoj knjizi Psychopathia Sexualis (1886), koristi termine homoseksualnost i heteroseksualnost koje je pozajmio iz Jegerove knjige. Kraft-Ebingov rad bio je toliko uticajan da su ovo postali standardni termini koji objašnjavaju razlike u seksualnoj orijentaciji, čime je istisnut iz upotrebe Ulrihov termin 'urning'.
Kertbenj nije doživeo da vidi široko prihvatanje terminologije i ideja koje je zastupao. Umro je u Budimpešti 1882. godine, u 58. godini života.